# Ventildeckel
Der Ventildeckel, auch Zylinderkopfdeckel genannt, ist der oberste Abschluss eines (aufrechtstehenden) Viertakt-Verbrennungsmotors.
Er birgt die oberen Betätigungselemente des Ventiltriebs und verhindert das Austreten des Schmieröles an die Umwelt, sowie den Zutritt von Luft in den Motor: moderne Motoren haben gesteuert einen leichten Unterdruck im Inneren, um zu verhindern, dass Verbrennungsgase und Dämpfe aus dem Motor in die Umwelt gelangen. Der Ventildeckel enthält sehr oft auch die Einfüllöffnung für das Motoröl samt dem Knebelverschlussdeckel, siehe Bilder eines TDI-Motors.
Falls der Ventiltrieb mit einer obenliegenden Nockenwelle ausgerüstet ist und diese mit einer Steuerkette angetrieben wird (alle Motoren von Daimler-Benz, viele Motoren von BMW, einige Motoren von Audi usw.), umfasst der Ventildeckel auch die Nockenwellen-Kettenräder.
Der Ventildeckel ist gegen den Zylinderkopf oft mit einer U-förmigen Kunststoffdichtung abgedichtet, der sogenannten Ventildeckeldichtung. Jahrzehntelang wurde der Ventildeckel mit einer umlaufenden Kork- oder Pressstoffdichtung abgedichtet, so auch bei den zwei Ventildeckeln eines VW-Käfer-Motors (siehe Bild). Inzwischen kommen jedoch fast ausschließlich Gummi- bzw. Kunststoffdichtungen zum Einsatz. Der Austausch gegen eine Kunststoffdichtung ist bei den meisten älteren Motoren problemlos möglich.
Mit fortgeschrittener Laufleistung werden Ventildeckeldichtungen oft undicht und müssen gewechselt werden, da Motoröl sonst in die Umwelt und auf heiße Motorteile gelangen kann. Tropft Motoröl auf Teile der betriebswarmen Abgasanlage, besteht im Extremfall sogar Brandgefahr.
Bei vielen ganz alten Motoren fehlt ein Ventildeckel. Dann läuft der Ventiltrieb des Motors offen und frei sichtbar; man kann den Ventilfedern usw. „bei der Arbeit“ zusehen. Das hier eventuell austretende Schmieröl hat Zugang zur Umwelt.

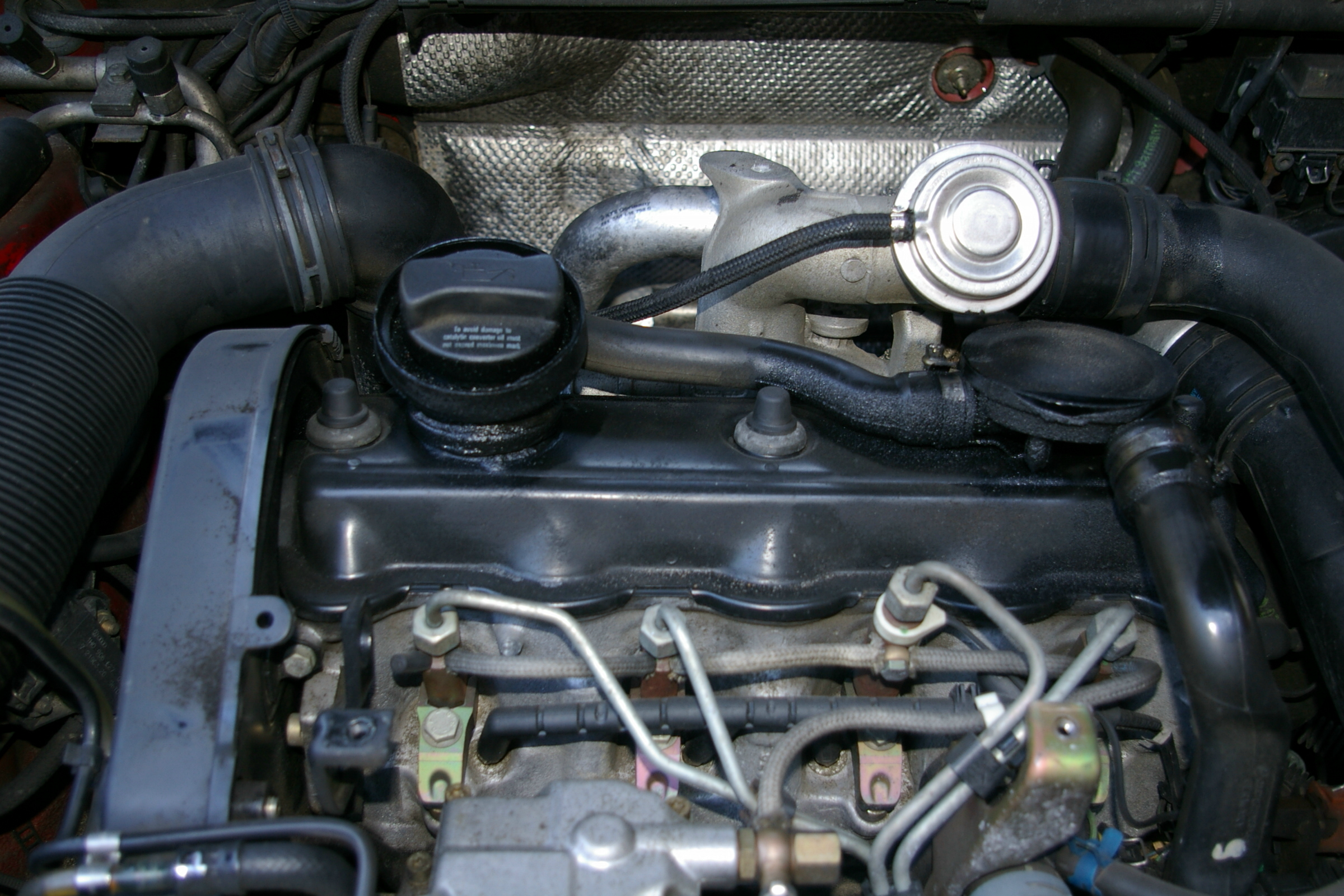
Motorraum eines Passat TDI Bj. 1996, Kunststoffabdeckung abgenommen, Öleinfüllstutzen ist Teil des Ventildeckels
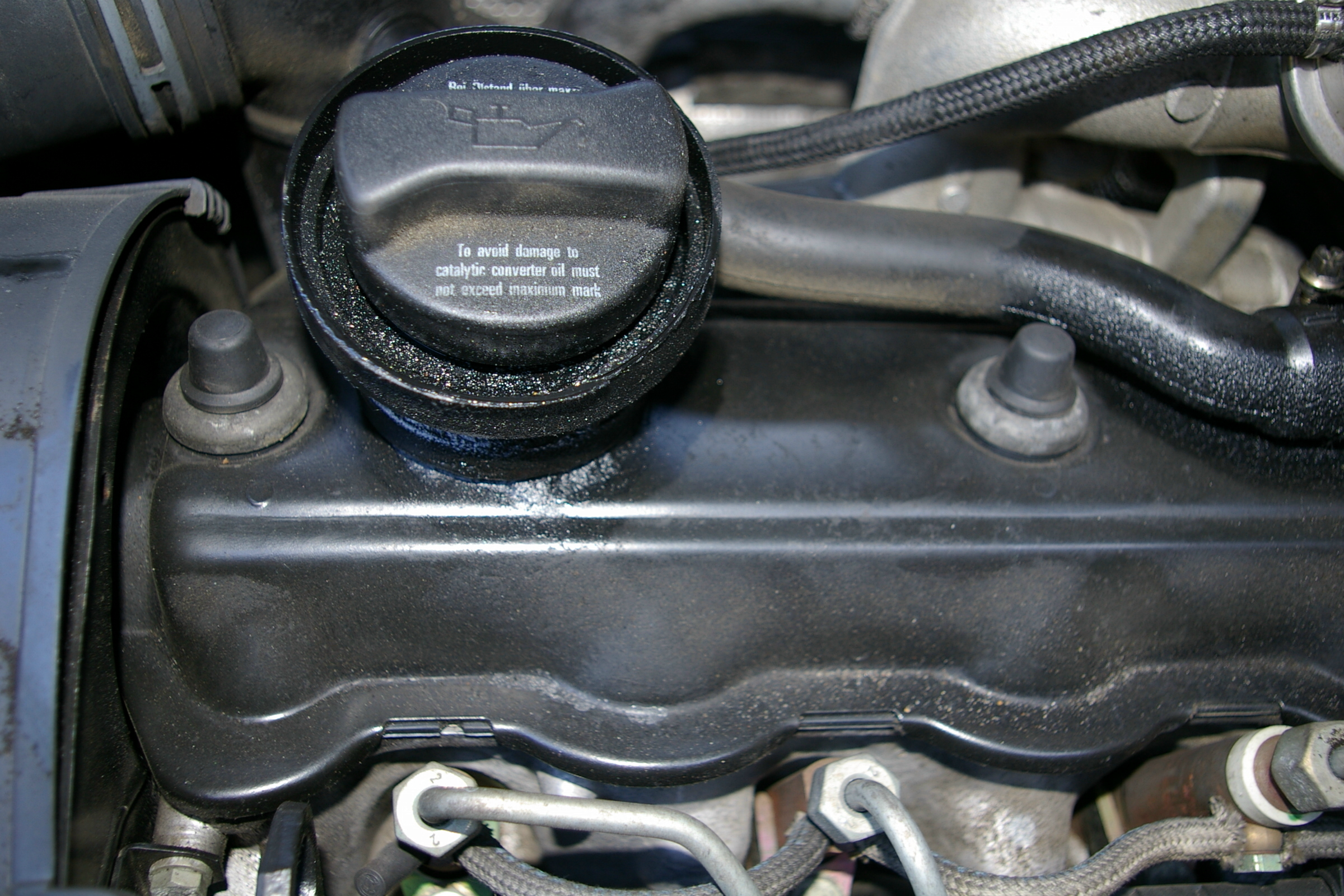
Detailansicht
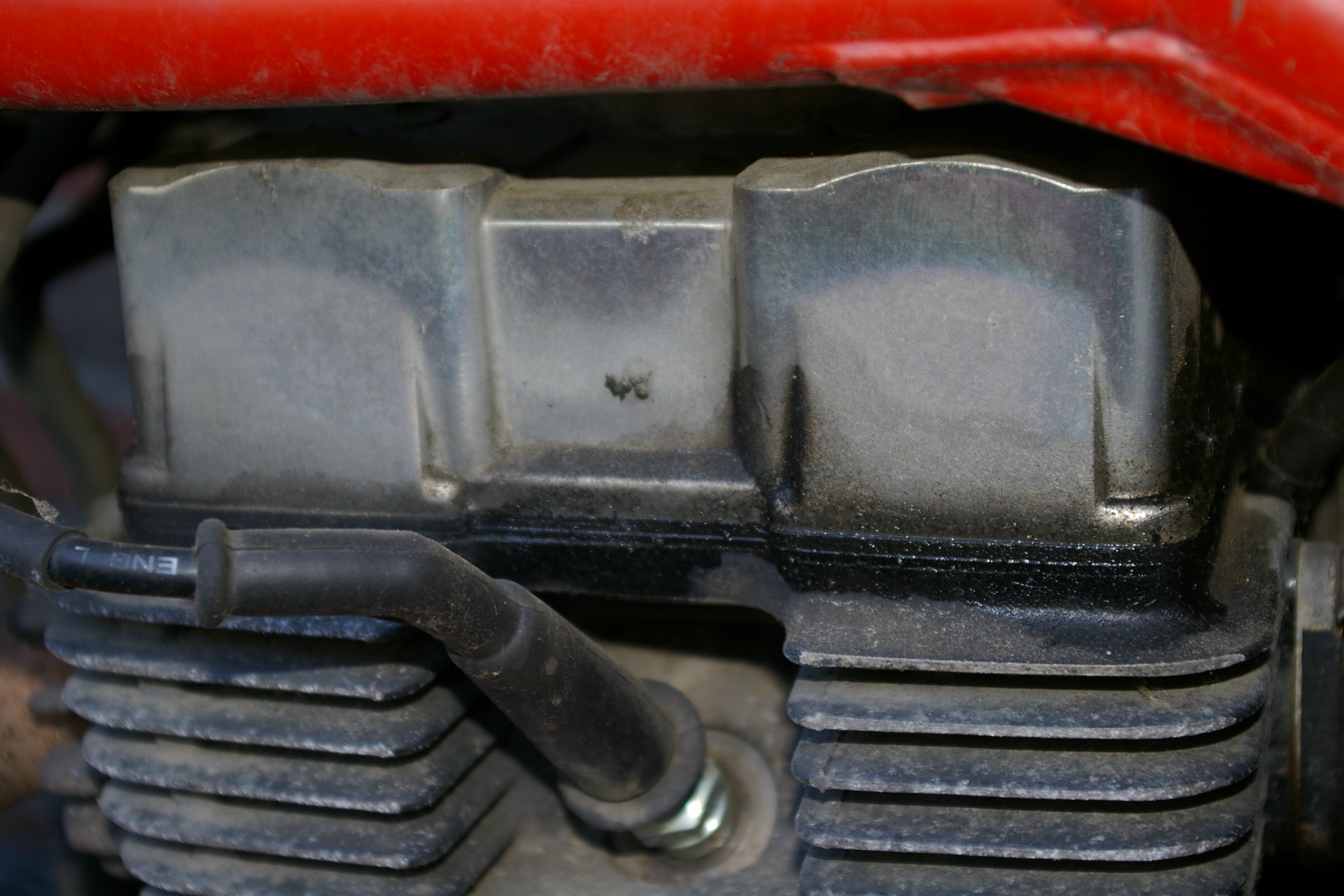
Ventildeckel einer Honda CB 450 S Bj. 1987; eine Nockenwelle (SOHC) wird mitüberdeckt
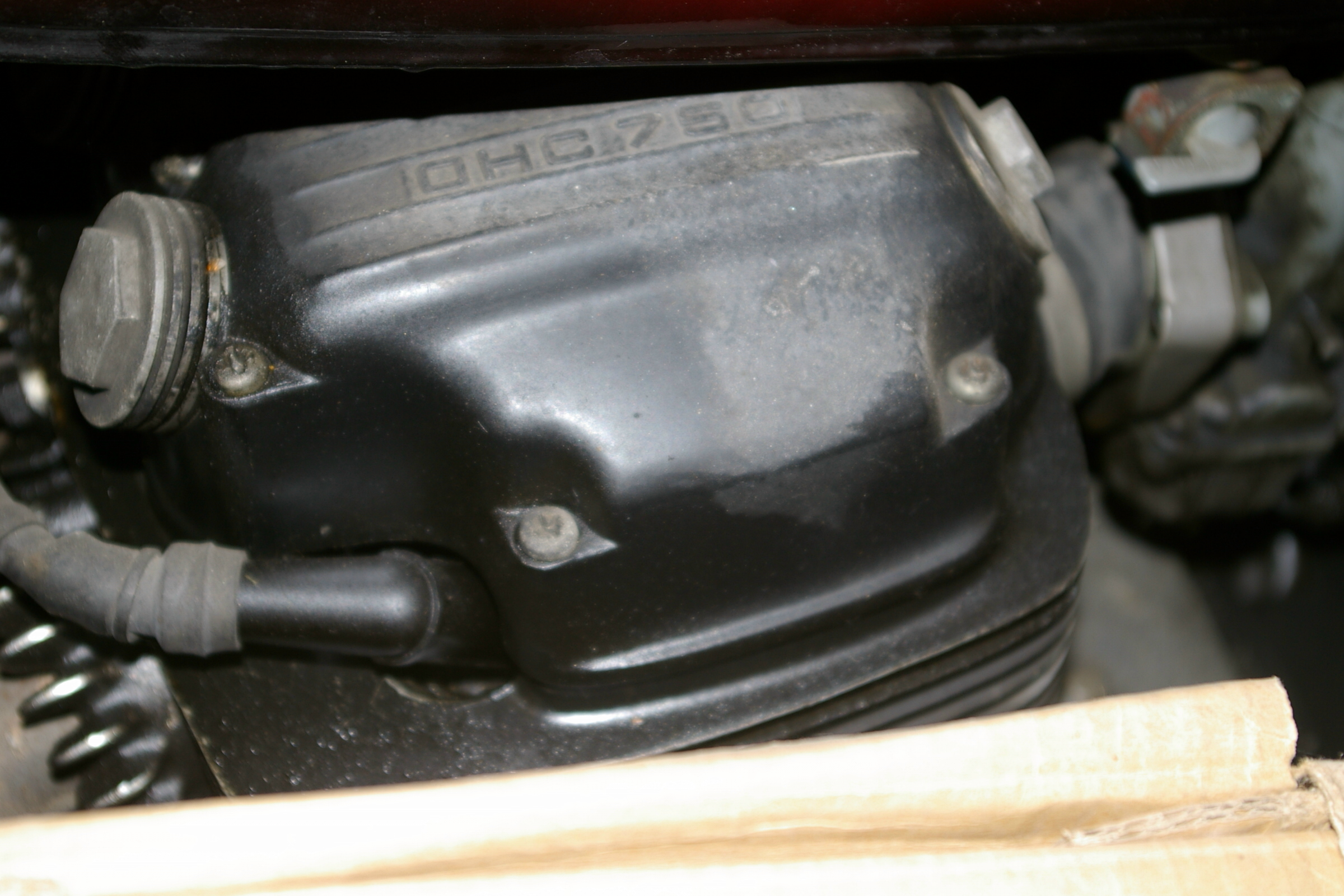
Ventildeckel einer Honda CB 750 Four F2 Super Sport Bj. 1978 (OHC) mit Ventilspiel-Einstellöffnungen
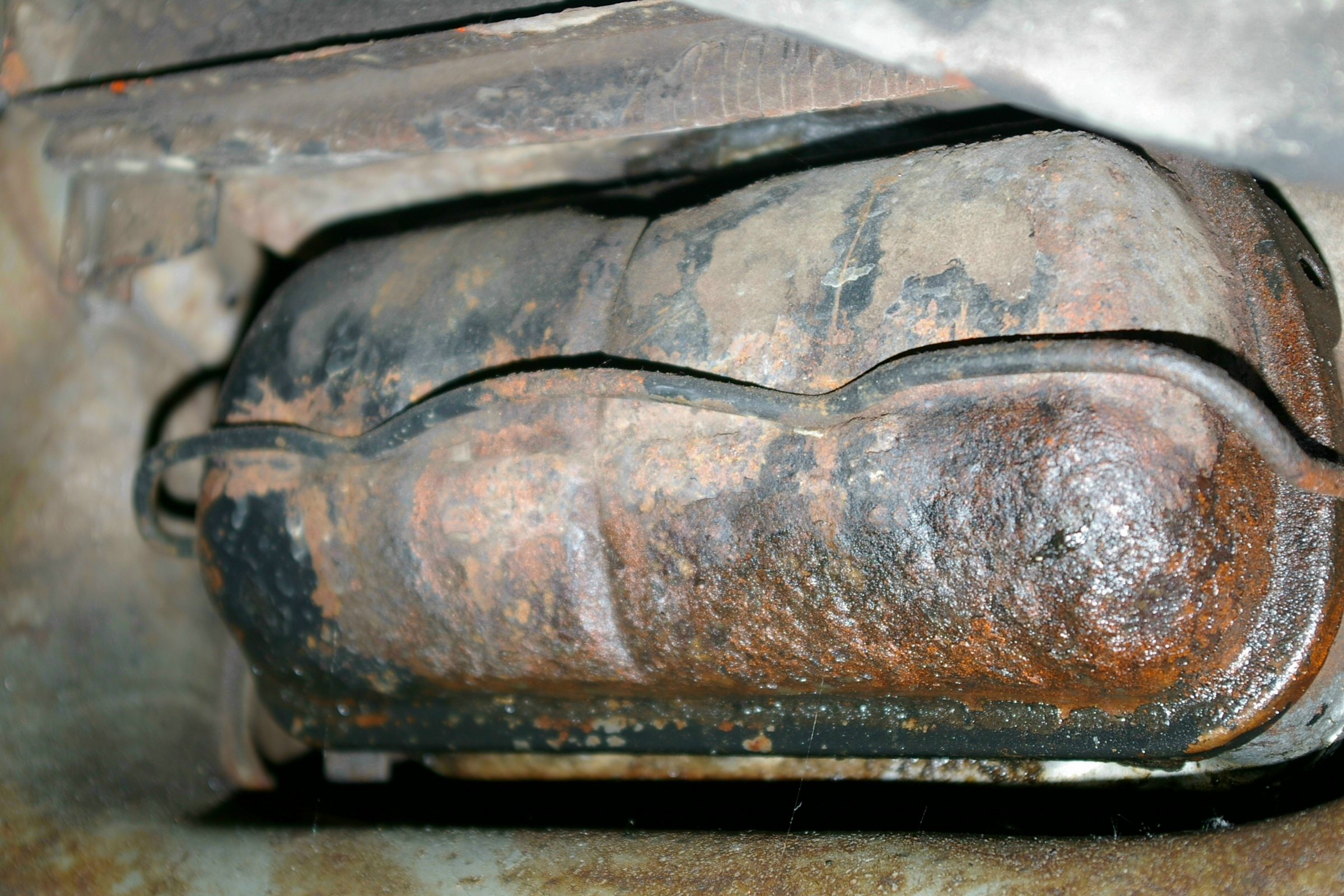
Ventildeckel eines VW Käfer Bj. 1975 mit Drahtfederbügel